# Louis Decori
Louis Decori, né le 22 novembre 1858 à Paris et mort le 12 août 1909 à La Varenne-Saint-Hilaire (Saint-Maur-des-Fossés), est un acteur de théâtre et auteur dramatique français. 

## Biographie
Il apparaît en 1885 dans Les Français au Tonkin de Gaston Marot au Théâtre du Château-d'eau et joue pour la dernière fois en 1909 dans La Route d'émeraude de Jean Richepin au Théâtre du Vaudeville. Son plus grand succès est son rôle dans Le Chemineau de Richepin.
Il est inhumé au cimetière du Père-Lachaise (division 49).

## Œuvres
- 1902 : La Fille du garde-chasse, avec Alexandre Fontanes
- 1902 : Amant de cœur, drame en 5 actes, avec Fontanes, théâtre de l'Ambigu-Comique, 29 octobre
- 1906 : Jean Chouan, Théâtre de la Gaîté

## Acteur
- 1885 : Les Français au Tonkin de Gaston Marot, Théâtre du Château-d'Eau
- 1885 : Rocambole d'Anicet Bourgeois et Ernest Blum : Rocambole
- 1891 : Sainte-Russie d’Eugène Gugenheim, Théâtre du Château-d'Eau
- 1893 : Les Rois de Jules Lemaître, Théâtre de la Renaissance
- 1896 : Les Deux Gosses de Pierre Decourcelle, Théâtre de l'Ambigu-Comique
- 1897 : Le Chemineau de Jean Richepin, Théâtre national de l'Odéon
- 1897 : Le Passé de Georges de Porto-Riche, Théâtre national de l'Odéon
- 1898 : La Poudre de Perlinpinpin de Charles-Théodore Cogniard, Théâtre du Châtelet
- 1900 : Michel Strogoff d'après Jules Verne, Théâtre du Châtelet
- 1900 : Le Petit Chaperon rouge,  musique de Marius Baggers, Théâtre du Châtelet
- 1901 : La Fille du garde-chasse, d’Alexandre Fontanes, Théâtre de l'Ambigu-Comique
- 1906 : Jean Chouan de Louis Decori, Théâtre de la Gaîté
- 1906 : La Môme aux beaux yeux de Pierre Decourcelle, Théâtre de l'Ambigu-Comique
- 1907 : La Française d’Eugène Brieux, Théâtre national de l'Odéon
- 1908 : Occupe-toi d'Amélie de Georges Feydeau, Théâtre des Nouveautés : le Prince
- 1908 : Dix minutes d'auto de Georges Berr, Théâtre des Nouveautés
- 1909 : La Route d'émeraude de Jean Richepin, Théâtre du Vaudeville